# Randy Weston
Randolph Edward Weston (New York, 6 aprile 1926 – New York, 1º settembre 2018) è stato un pianista statunitense. Compositore jazz, vantava uno stile pianistico che deve molto a Duke Ellington e Thelonious Monk.
A partire dagli anni '50 lavorò spesso con la trombonista e arrangiatrice Melba Liston. Descritto come "l'ambasciatore musicale africano dell'America", dichiarò: "Quello che faccio lo faccio perché si tratta di insegnare e informare tutti sul nostro fenomeno culturale più naturale, riguarda davvero l'Africa e la sua musica".
Nel 1987 compare nel film Ultima estate a Tangeri di Alexandre Arcady.

## Discografia
- 1954: Cole Porter in a Modern Mood (Riverside) - 10-inch LP
- 1955: The Randy Weston Trio (Riverside) - 10-inch LP
- 1955: Get Happy with the Randy Weston Trio (Riverside)
- 1956: With These Hands... (Riverside)
- 1955-56: Trio and Solo (Riverside) - includes all tracks on The Randy Weston Trio
- 1956: Jazz à la Bohemia (Riverside)
- 1956: The Modern Art of Jazz by Randy Weston (Dawn) - also released as How High the Moon (Biograph)
- 1957: Piano á la Mode (Jubilee)
- 1958: New Faces at Newport (MetroJazz)
- 1959: Little Niles (United Artists)
- 1959: Destry Rides Again (United Artists)
- 1959: Live at the Five Spot (United Artists)
- 1960: Uhuru Afrika (Roulette)
- 1963: Highlife (Colpix)
- 1964: Randy (Bakton) - later released as African Cookbook (Atlantic) in 1972
- 1965: Berkshire Blues (Freedom [1977])
- 1964-65: Blues (Trip)
- 1966: Monterey '66 (Verve)
- 1969: African Cookbook (Polydor)
- 1969: Niles Littlebig (Polydor)
- 1972: Blue Moses (CTI)
- 1973: Tanjah (Polydor)
- 1974: Carnival (Freedom)
- 1974: Informal Solo Piano (Hi-Fly)
- 1975: Blues to Africa (Freedom)
- 1975: African Nite (Owl)
- 1975: African Rhythms (Chant du Monde)
- 1976: Randy Weston Meets Himself (Pausa)
- 1976: Perspective (Denon)
- 1978: Rhythms-Sounds Piano (Cora)
- 1984: Blue (Arch)
- 1987: The Healers (Black Saint) - with David Murray
- 1989: Portraits of Thelonious Monk: Well You Needn't (Verve)
- 1989: Portraits of Duke Ellington: Caravan (Verve)
- 1989: Self Portraits: The Last Day (Verve)
- 1991: The Spirits of Our Ancestors (Verve)
- 1992: Marrakech in the Cool of the Evening (Verve/Gitanes)
- 1992: The Splendid Master Gnawa Musicians of Morocco (Verve/Gitanes)
- 1993: Volcano Blues (Verve/Gitanes)
- 1995: Saga (Verve)
- 1997: Earth Birth [featuring Montreal String Orchestra] (Verve)
- 1998: Khepera (Verve)
- 1999: Spirit! The Power of Music (Arkadia Jazz)
- 2002: Ancient Future (Mutable)
- 2004: Nuit Africa (Enja)
- 2006: Zep Tepi (Random Chance)
- 2009: The Storyteller (Motéma)
- 2013: The Roots of the Blues (Sunnyside)
- 2017: The African Nubian Suite (African Rhythms)
- 2018: Sound — Solo Piano (African Rhythms)